# Scoloderus cordatus
Scoloderus cordatus là một loài nhện trong họ Araneidae.
Loài này thuộc chi Scoloderus. Scoloderus cordatus được Władysław Taczanowski miêu tả năm 1879.